# لا ريد (قناة تشيلية تلفزيونية)
[محل شك]
لا ريد (باللغة الإسبانية: La Red) (وتعني حرفيًا الشبكة)، هي قناة تلفزيونية تشيلية خاصة..القناة ملك ألبابيسيأن (Albavisión). بدأت بثها في ١٢ مايو ١٩٩١، كثاني محطة تلفزيونية خاصة في تشيلي بعد ميغا.
من عام ١٩٩١ حتى عام ٢٠١٤، عملت القناة في مرافق مجاورة لمجمع تشيليفيلمز في لاس كونديس. في عام ٢٠١٤، افتتحت مجمع إنتاجها الخاص في ماكول، والذي يضم ثلاثة إستوديوهات.